# 纯粹理性批判
《纯粹理性批判》被公认为是德国哲学家伊曼努尔·康德流传最为广泛，最具影响力的著作，同时也是整个西方哲学史上最重要和影响最深远的著作之一。初版于1781年，并于1787年再版的该书，常被称做康德的“第一批判”，并与其后的《实践理性批判》和《判断力批判》并称为康德“三大批判”。
在第一版的序言中，康德解釋他所謂的純粹理性批判是：「我並非意味著對書本或系統的批判，而是對於普遍理性的批判，即對於所有能夠『獨立於經驗』而得出的知識。
在康德之前，我們普遍認為先天的知識必然是分析的，即意謂其斷言必然已經存在於主體中，所以是獨立於經驗的。（例如：「聰明的人是聰明的。」或是「聰明的人是個人。」）
在上述例子中，因為我們藉由分析主體而到達結論，所以這些判斷是分析的。
我們認為所有的先天判斷都是這樣的：在這樣的判斷中都找得到一個僅僅是主體之部分的斷言。
如果真是如此，那麼所有對於先天判斷的否定將會導致矛盾。
而因此矛盾律將足以得出所有的分析判斷。
所有的亞里斯多德主義者區別了兩種類別的判斷：
1)綜合判斷－所有奠基在統合以及將不同的經驗事實放在一起的判斷，所以這些判斷被認為是後天的。例如：「月亮的相將在天暗之後看得到。」
2)分析判斷－所有外顯地奠基在對主體之分析的判斷，而不依賴於經驗，所以被認為是先天的。例如：「一條直線是筆直的。」
康德並不完全滿意這樣的區分，並爭論說有些綜合判斷也是先天的，像是數學中的判斷。
而亞里斯多德主義者將會爭辯說這樣的判斷是分析的。

## 背景

### 早期理性主义
在康德之前，人们普遍认为理性真理必须是分析性的，这意味着谓词中陈述的内容必须已经存在于主语中（例如，“一个聪明的人是聪明的”或“一个聪明的人是一个人”）。

### 康德對休謨經驗論的反對
在康德（1724-1804)之前，大衛·休謨(1711-1776)接受關於先天知識之理性論的一般認知。
然而，在對這個主題做了更詳盡的考察後，休謨發現有些被認為是分析的判斷其實是綜合的，特別是那些跟原因與結果有關的判斷。（即，對於主體的分析並不揭示任何斷言。）
因此它們便外顯地決定於經驗，並且是後天的。
在休謨之前，理性主義者知道結果可從原因推論而來。
康德在理性主義薰陶下成長，他深深地被休謨的經驗論所擾亂。「康德告訴我們，大衛·休謨將他從教條的睡眠中喚醒。」
康德決定要找到答案，並花了至少十二年的時間思索這個主題。
然后，康德花了四五個月的時間寫了《純粹理性批判》。
同時，康德也發表演講、從事教學。
另一方面，《純粹理性批判》包含了康德在建構整體理論期間中的許多時期的思想。
康德決定認真對待休謨對於原因及結果之原理的懷疑性結論，這激發了康德往後的工作，這些工作早已深植在康德的理性主義根基中。
對康德來說，休謨經驗論依賴於假設所有的觀念都是感性經驗的表現。
所以休謨發現的問題是因果律這樣的基本原理並無法僅僅來自感性經驗，因為經驗能表明的只有一個事件規律地接續著另一個，而並非一個導致了另一個。
在《純粹理性批判》的第六章（純粹理性的一般性問題），康德認為休謨沒有進一步考慮綜合判斷可以得自先天。
康德的目的是找到不藉著經驗性的知識，便能導出因與果的方法。
康德拒絕分析性的方法，爭論說分析式的推理並不能告訴我們任何並非自明的東西。
並且，康德主張說綜合式的推理是必要的。
然而，這將產生新的問題—不依賴經驗性觀察的綜合知識是如何可能的—，即，先天綜合真理是如何可能的？

## 先天綜合判斷
康德表示有些綜合判斷，像是原因與結果之間的連結（即，所有的結果都有原因），在此種判斷中，分析主題並不能產生任何斷言。
康德論證在幾何學及牛頓物理中的命題，就是綜合判斷。
康德用了一個經典的例子7+5=12。
任何的分析都無法在7和5中找到12。
所以康德得到了所有的純粹數學都是綜合卻也是先天的；
數字7是七，數字5是五，且數字12是十二，然後一樣的原理可以應用到任何數字；
即是說，這是普遍且必要的。
所以對康德來說，數學是先天綜合的判斷。
這樣的結論使他詢問是否我們可以用先天綜合知識為研究形而上學奠基，因為大多從柏拉圖到康德當時的前輩們所發展出的形而上學原則，
做出的許多關於上帝及靈魂的斷言都不是自明的，而且也不能從經驗的觀察中得出(B18-24)。
對康德來說，所有的後笛卡兒形上學家都從一開始就錯了：經驗主義者錯了，因為他們斷言超越經驗是不可能的；教條主義者錯了，因為他們斷言唯有理論論證才能超越經驗。
所以康德提出了形上學之科學的新基底。
一個形而上學的科學是如何可能的？
如果真是如此，根據康德，只有實踐的理性、意識的官能以及每個人都能立即了解的普遍規律，才讓瞭解事物本身成為可能。
這些導致了他對形上學最具影響力的貢獻：放棄以物體「自身」獨立於感觀經驗的方式了解世界。
他用一個思想實驗闡明這件事，對一個存在於時間及空間之外以及在理解範疇中沒有結構的客體，不可能有任何有意義的感知，像是質料以及因果律。
康德表示，雖然這樣的客體無法被感知，但我們沒有辦法指出這樣的客體是不存在的。
所以，康德說，形上學的科學不該試圖要超出可能經驗的限制，而應該試圖談論這個限制，進一步將我們理解為在思考的存在物。
人類的心靈無法超出經驗，所以無法得出終極實像的知識，因為從純粹概念到客觀的存有是不可能有直接進展的。

## 内容精要
“纯粹理性”是指独立于一切经验的理性，“批判”是指对纯粹理性进行考察。康德为本书冠以这一名称，是为弄清人类认识的来源、范围及其界限。本书分为篇幅很不相称的两部分：“先验原理论（邓晓芒译本为先验要素论）”和“先验方法论”，其中“先验原理论”为全书的关键和主体，同时也是最难于阅读的部分。
18世纪的欧洲哲学界， 认识论问题占据突出的地位，并形成了以莱布尼茨为代表的唯理性论和以休谟为代表的经验论两大认识论派别。康德认为认识论问题如不解决，哲学只能在歧路上徘徊。他首先批判了当时欧洲流行的莱布尼茨的形而上学唯理论，指出莱布尼茨认为不需要感觉经验，仅凭人类的理性思维便可认识事物的普遍性和必然性，就可以达到真理，是“独断”和荒谬的。康德坚决认为人的心灵不具备这种能力，所以莱布尼茨代表的旧形而上学是虚伪的。康德同意休谟的看法，认为人类认识开始于经验。但他也批评了休谟否认理性在认识中的作用，认为这实际上是否定科学知识。康德意识到了争论双方都有片面性，在批判双方错误的同时，也指出双方的说法都有一部分是正确的。康德的观点是，人类的认识开始于经验，知识来自于理性。依康德的这一观点，人类知识的来源有两个：一个是人的感官提供的后天感觉经验，这些经验是混乱零散的东西；另一个是人类头脑中先天固有的带有必然性和普遍性的认识能力。人类的认识活动就是用先天的认识能力对感官提供的后天经验进行整理，才能形成科学知识，因此人们头脑中任何一个科学知识都是这两方面组成的，二者缺一不可。
那么人类是如何可能有先天的判断，对这个问题的解答及其种种结论构成了这本书的主题。康德指出，人类的理性中存在着“时间”和“空间”两种“直观形式”，这两种形式先于一切经验，并且是经验形成的前提条件。康德认为，即使人的感官没有任何实际对象，“时间”和“空间”也先天地存在于人的意识中。当人们进行认识活动时，我们体验到的外部世界就是一连串处于“时间”和“空间”形式中的过程，人们运用“先天的”思维形式对这一过程混乱零散的感觉材料进行整理加工，人们才能获得感性认识。所以只有从人类的立场才能谈到空间与时间，它们不可能离开人类主体而独立存在，它们属于人类的条件，是人类感知的先天方式，并非物质世界的属性。
康德进一步指出，人们通过“时间”与“空间”形式获得的感性认识并不具有普遍性和必然性，感性只能认识直观材料，不能算科学，还必须经过更高一级被称为“知性”的人类思维活动。而“知性”则是运用范畴、概念进行判断推理的思维能力 （页面存档备份，存于）。康德说：“思维无内容是空的，直观无概念是盲的。”所以必须将两者联合起来，才能产生严格意义上的知识。他把“知性”自身规定为包括统一性、多数性、必然性、偶然性等12个概念或范畴，“知性”活动把这12个概念或范畴运用到直观形式所提供的感性材料中去，使这些材料具有必然联系和因果关系，才能形成具有必然性和普遍性的科学知识。与“时间”和“空间”相同的是，“知性”也不从自然界中得出它的规律，而是把自己的规律加于自然界，所以正如康德所说：“人是自然界的立法者。”
最后，康德指出，人类通过“知性”获得的科学知识，仅仅是对“现象界”的认识。而“现象界”中的东西是相对的、有条件的，不能满足人类的求知欲望。要超出“现象界”的认识，进一步把“知性”的各种知识再加以“综合”、“统一”，把它们整理成无条件的，绝对完整的知识，这是人最高级的认识活动能力，叫“理性”。康德认为“理性”企图达到最完整、最高的统一体：灵魂、世界和上帝。康德把这三个统一体称为“理性的理念”，这些理念都是“现象界”之外的，康德把它们称为“自在之物”。康德断言说，“自在之物”是超经验的，不属于人的认识范围，因而不能用“知性的概念”去认识。然而，当“理性”去追求“理念”时，却又必须运用“概念”、“范畴”去认识它们，这样就不可避免地陷入自相矛盾。康德把这一矛盾称为“二律背反”。
康德举出四种这样的二律背反，各由正题和反题组成。第一种二律背反中，正题是：世界在时间上有一个起点，就空间来说，也是有限的。反题是世界在时间上没有起点，在空间上也没有界限；就时间和空间双方来说，它都是无限的。第二种二律背反证明每一个复合实体既是由单纯部分组成的，又不是由单纯部分组成的。第三种正题主张因果关系有两类，一类是依照自然律的因果关系，另一类是依照自由律的因果关系；反题主张只有依照自然律的因果关系。第四种证明既有又没有一个绝对必然的存在者。
利用形式逻辑的归谬法来论证“二律背反”，即事先肯定命题的反面，以此推翻对立的反命题，来证明正命题是正确的，从而证明理性要求超出“现象界”范畴，去达到最完整、无条件的“自在之物”的认识是不可能的。至此，康德完成了他的认识论学说体系，并骄傲地声称，他在哲学界中完成了一场哥白尼式的革命，即在认识中不是心灵去符合事物，而是事物要符合心灵，人的认识能力是有限的，理性是无能的，“自在之物”是人的认识根本达不到的，是不可知的。在人的认识所达不到的领域，应当留给宗教信仰。正如康德所说：“我发现必须否定知识，才能给信仰保留地盘。”

## 中译本
- 1935年  胡仁源译本  商务印书馆出版
- 1957年  蓝公武译本  三联书店出版（由商务印书馆续印）
- 1983年  牟宗三译本  台湾学生书局出版
- 1991年  韦卓民译本  华中师范大学出版社出版
- 2004年  李秋零译本  中国人民大学出版社出版
- 2004年  邓晓芒译本  人民出版社出版
- 2018年  王玖兴译本  商务印书馆出版

## 附註
1. ↑  原版封面
2. ↑  Leibniz, G. W. . Translated and edited by Remnant and Bennett. Cambridge University Press. 1996: 361. ISBN 0-521-57660-1.

## 参見
- 程朱理學